# Vitalij Nyikolajevics Logvin
Vitalij Nyikolajevics Logvin (oroszul: Виталий Николаевич Логвин) (Taskent, 1958. január 26. –) szovjet színekben világbajnok orosz tőrvívó, sportvezető.